# Челутай
Челута́й (рос. Челутай) — село у складі Агінського району Забайкальського краю, Росія. Адміністративний центр Челутайського сільського поселення.

## Населення
Населення — 841 особа (2010; 1063 у 2002).
Національний склад (станом на 2002 рік):
- буряти — 94 %